# 安东尼奥·波萨马伊
安东尼奥·波萨马伊（葡萄牙語：Antônio Possamai，1929年4月5日—2018年10月27日），巴西天主教主教。
波萨马伊出生于巴西，1957年被任命为教士。1983年至2007年间，他担任天主教日巴拉那教区的主教。